# Битва при Сервере
Би́тва при Серве́ре (исп. Batalla de Cervera) — сражение, произошедшее около Эспиноса-де-Сервера 29 июля 1000 года между христианскими войсками графа Санчо Гарсии Кастильского и графа Гарсии Гомеса де Салданья с одной стороны и мусульманскими войсками Кордовского халифата под командованием хаджиба Аль-Мансура (Альманзора) с другой. Это «страшное и трудноописуемое» сражение закончилось победой Аль-Мансура. Оно стало пятьдесят вторым в карьере Аль-Мансура (согласно Dikr bilad al-Andalus).

## Причины и приготовления

Карта различных королевств Пиренейского полуострова около 1000 года.

К моменту унаследования Санчо Гарсией титула графа Кастилии между Кастилией и Кордовским халифатом действовало перемирие. Однако в 999 году оно было нарушено: Санчо Гарсия отказался платить халифу ежегодную дань, а также пришел на помощь своему соседу, королю Памплоны Гарсии Санчесу II, сражавшемуся с войсками хаджиба Аль-Мансура. 21 июня 1000 года мусульманская армия во главе с Аль-Мансуром вышла из Кордовы, чтобы провести карательную экспедицию в Кастилию. Последующие события хорошо описаны в нескольких мусульманских хрониках, составление которых началось после экспедиции Аль-Мансура в Сантьяго-де-Компостелу в 997 году. Наиболее ценные сведения оставил историк Ибн аль-Хатиб, использовавший данные очевидцев, а также информацию, полученную от своего отца, Халафа ибн Хусайна ибн Хаййана, — личного секретаря Аль-Мансура. Ибн аль-Хатиб отметил, что эта кампания была наиболее трудной для Аль-Мансура за всю его карьеру: приготовления к походу заняли особенно много времени, а правители христианской Испании были в союзе против него, создав объединенное войско.
Аль-Мансур пересек реку Дуэро и вторгся в Кастилию в районе Мадинат-Селима, где он встретился с армией Санчо Гарсии и «галисийских королей», состоявшей из солдат Памплоны и Асторги. Аль-Мансур занял крепости Осма, Сан-Эстебан-де-Гормас и Клуния, которые находились в руках мусульман в течение нескольких лет до того времени. К северу от Клунии он с удивлением обнаружил большую христианскую армию. Санчо Гарсия, избранный командующим армией христиан, встал лагерем на горе Ярбайра (Пенья-де-Сервера), заняв тем самым выгодное стратегическое положение. Эта диспозиция позволяет говорить о том, что изначальное расположение войск у армии Санчо было более предпочтительным, чем у Аль-Мансура. Дороги из Клунии вели к Тордомару, Ларе и Салас-де-лос-Инфантес через узкий проход Йекла, который шел через Пенья-де-Сервера и расширялся в бассейне реки Арланса.

## Ход битвы

Карта, отображающая основные кампании Аль-Мансура, указывает, что Бургос был атакован в 1000 году после победы мусульман у Серверы. Однако это ошибочная информация, основанная на неправильном толковании арабского источника.

Согласно Ибн аль-Хатиб, христианские воины торжественно поклялись не отступать с поля боя. Аль-Мансуру было известно о его неблагоприятном положении — христиане имели более укрепленный лагерь и лучший обзор, — и его визири никак не могли договориться о тактике будущего сражения. Пользуясь этим, армия христиан, без планирования и стратегии, спустилась с вершины на ничего не подозревавших мусульман, и сражение сразу же перешло в стадию ближнего боя. Правый и левый фланги Аль-Мансура подверглись атаке одновременно и вскоре дрогнули, что вдохновило Санчо усилить натиск. Большинство воинов мусульманского арьергарда быстро утратили боевой дух и бежали.
По словам секретаря Аль-Мансура Халафа ибн Хусайна, хаджиб со свитой наблюдал за ходом боя с вершины небольшого холма. Пока он обсуждал возможность бросить в бой свою гвардию, правый фланг его армии дрогнул. Гвардейцы оказались в незащищенном положении и начали нести потери. Когда Аль-Мансур спросил своего секретаря, как много гвардейцев остались в живых, Халаф насчитал не более двадцати. Аль-Мансур в конечном счете спешился и вернулся к своей палатке, чтобы укрепить боевой дух командиров. Он приказал развернуть на холме свой шатер, чтобы поддержать воинов. По свидетельству Халафа, вид большого шатра Аль-Мансура вдохновил мусульман и деморализовал христиан. Мусульмане перешли в контрнаступление и обратили армию Санчо в бегство. Аль-Мансур преследовал отступавших христиан около десяти миль, многие христианские воины были пленены, другие погибли, в то время как мусульманские потери составили порядка 700 воинов. Христианский лагерь был захвачен и разграблен.
Ибн аль-Хатиб отдельно отметил заслуги Абд аль-Малика, сына Аль-Мансура, подчеркнув, что это не связано с фаворитизмом, а обосновывается исключительно его успешными действиями во главе берберской кавалерии. Также отличился Кайадайр аль-Даммари аль-Абра («Прокаженный»), вождь североафриканского племени Бану Даммари, воины которого состояли в армии мусульман. При Сервере в ближнем бою он одолел одного из графов Гомес и обезглавил его. Ибн аль-Хатиб также похвалил второго сына Аль-Мансура Абд аль-Рахмана, который последовал за своим братом в бой.

## Последствия
Несмотря на то, что битва завершилась победой мусульман, христиане преуспели в предотвращении дальнейшего продвижения Аль-Мансура по Кастилии. Гонсало Мартинес Диес предполагает, что если бы христианская армия не сразилась с мусульманами у Серверы, Аль-Мансур беспрепятственно отправился бы опустошать Бургос, как он уже поступал с Барселоной, Памплоной, Леоном и Сантьяго-де-Компостела. На самом деле внимание Аль-Мансура было обращено не на Кастилию, а на Памплону. 4 сентября он занял местечко Kashtila (отождествляется с Каркастильо), на пути из Сарагосы в Памплону. Но, только войдя в королевство, Аль-Мансур решил повернуть назад. Он вернулся в Кордову 7 октября после 109 дней отсутствия, завершив тем самым, вероятно, самый длинный из своих пятидесяти шести военных походов. Кордовская знать, неудовлетворенная проведением экспедиции, обвинила Аль-Мансура в трусости. Поэт Ибн Даррай, участник битвы у Серверы, также был недоволен результатами похода. Его поэма 105 — горькое воспоминание о кампании, в том числе с упоминаниями краткого вторжения в Памплону и сожжения монастыря Санта Крус де ла Серос. Также поэт упоминал и разорение области al-hima min al-rah, отождествляемой с Ла-Риохой, что подтверждает тот факт, кампания Аль-Мансура была направлена в первую очередь против королевства Памплона, где он задержался всего на семнадцать дней.
Единственными христианскими источниками, упоминающими битву у Серверы, являются хроники Anales Castellanos Segundos и Anales Toledanos Primeros. Первая упоминает: In era MXXXVIII [año 1000] fuit arrancada de Cervera super conde Sancium Garcia et Garcia Gomez (В 1000 н. э. были разгромлены у Серверы графы Санчо Гарсия и Гарсия Гомес). Вторая летопись опровергает мусульманские источники, утверждающие, что обезглавленный у Серверы граф Гомес — это именно Гарсия Гомес де Салданья. У Гарсии было три брата — Веласко, Санчо и Муньо — и все они носили графский титул. Скорее всего, у Серверы погиб Веласко Гомес — только он не появляется в хрониках после 1000 года..